# Praakmani
Praakmani – wieś w Estonii, w prowincji Põlva, w gminie Orava.